# Seznam valižanskih nogometašev
Seznam valižanskih nogometašev.

## B
- Gareth Bale
- Chris Barnard
- Craig Bellamy

## C
- Danny Collins
- James Collins

## D
- Mark Delaney
- Richard Duffy

## E
- Robert Edwards
- Robert Earnshaw

## F
- Carl Fletcher

## G
- Danny Gabbidon
- Ryan Giggs

## J
- Paul Jones

## K
- Jason Koumas

## M
- Martyn Margetson
- Andy Marriott

## P
- Robert Page
- David Partridge
- Lewis Price

## R
- Aaron Ramsey
- Sam Ricketts
- Gareth Roberts
- Carl Robinson

## S
- Gary Speed

## V
- David Vaughan

## W
- Gavin Williams